# Delortia palmicola
Delortia palmicola är en svampart som beskrevs av Pat. & Gaillard 1888. Delortia palmicola ingår i släktet Delortia, divisionen sporsäcksvampar och riket svampar.   Inga underarter finns listade i Catalogue of Life.